# Sergio Asenjo
Sergio Asenjo Andrés (* 28. června 1989 Palencia) je španělský profesionální fotbalový brankář, který chytá za španělský klub Real Valladolid. V roce 2016 odehrál také jedno utkání ve španělské reprezentaci.

## Reprezentační kariéra
Asenjo reprezentoval Španělsko v mládežnických kategoriích U17, U19, U20 a U21. 

Zúčastnil se Mistrovství Evropy hráčů do 17 let 2006 v Lucembursku, kde získal se španělským týmem bronzovou medaili.

Na Mistrovství Evropy hráčů do 19 let 2007 v Rakousku získal se spoluhráči titul po finálové výhře 1:0 nad Řeckem.

Připsal si účast i na Mistrovství světa hráčů do 20 let 2009 v Egyptě a na Mistrovství Evropy hráčů do 21 let 2009 ve Švédsku. Na těchto turnajích mladí Španělé medaile nezískali.
V březnu 2015 byl trenérem Vicentem del Bosque poprvé povolán do španělského národního A-týmu pro kvalifikační zápas na EURO 2016 proti Ukrajině a pro přátelský zápas s Nizozemskem. Debutoval 29. 5. 2016 v přípravném zápase ve švýcarském St. Gallenu proti Bosně a Hercegovině (výhra 3:1).

## Úspěchy

### Klubové
Atlético Madrid
- 2× vítěz Evropské ligy UEFA (2009/10, 2011/12)
- 1× vítěz Superpoháru UEFA (2012)
- 1× vítěz Copa del Rey (2012/13)

### Reprezentační
Španělsko
- 3. místo na Mistrovství Evropy U17 (2006)[2]
- 1. místo na Mistrovství Evropy U19 (2007)[3]